# L'Ombre d'un soupçon
Pour plus de détails, voir Fiche technique et Distribution.
L'Ombre d'un soupçon ou Les Hasards du cœur au Québec (Random Hearts) est un film américain réalisé par Sydney Pollack, sorti en 1999. Il s'agit d'une adaptation du roman La Dernière Rencontre de Warren Adler publié en 1984.

## Synopsis
« Dutch » Van Den Broeck, sergent au département des affaires internes de la police de Washington, et Kay Chandler, membre du Congrès en campagne pour sa réélection, n'auraient jamais dû se rencontrer. Jusqu'à cet accident d'avion où chacun d'eux perd son conjoint. Dutch mène sa propre enquête. Stupéfait, il découvre que sa femme, Peyton, et le mari de Kay, Cullen, étaient assis côte à côte dans l'avion, enregistrés comme mari et femme sous un même nom d'emprunt. Dutch et Kay, aux mentalités fort différentes, vont devoir affronter un secret qui menace de les détruire.

## Fiche technique
Sauf indication contraire, les informations mentionnées dans cette section peuvent être confirmées par la base de données cinématographiques IMDb,  présente dans la section « Liens externes ».
- Titre français : L'Ombre d'un soupçon
- Titre québécois : Les Hasards du cœur
- Titre anglais : Random Hearts
- Réalisateur : Sydney Pollack
- Scénario : Darryl Ponicsan et Kurt Luedtke, d'après le roman La Dernière Rencontre (Random Hearts) de Warren Adler
- Direction artistique : Barbara Ling
- Décors : Susan Bode
- Costumes : Bernie Pollack
- Photographie : Philippe Rousselot
- Montage : William Steinkamp
- Musique : Dave Grusin
- Production : Sydney Pollack et Marykay Powell

Producteurs délégués : Warren Adler et Ronald L. Schwary
- Sociétés de production : Columbia Pictures, Global Entertainment Productions GmbH & Company Medien KG, Mirage Enterprises et Rastar Pictures
- Sociétés de distribution : Columbia Pictures (États-Unis), Columbia TriStar Films (France)
- Budget : 64 millions de dollars[1]
- Pays d'origine :  États-Unis
- Tournage : du 10 septembre 1998 au 3 février 1999
- Langue originale : anglais
- Format : couleur - 1.85:1 - 35 mm
- Genre : drame, policier, romance
- Durée : 133 minutes
- Dates de sortie[2] :
  -  États-Unis : 8 octobre 1999
  -  France : 10 novembre 1999
  -  Belgique : 17 novembre 1999

## Distribution
- Harrison Ford (VF : Richard Darbois ; VQ : Mario Desmarais) : sergent William « Dutch » Van Den Broeck
- Kristin Scott Thomas (VF : elle-même ; VQ : Anne Dorval) : Kay Chandler
- Charles S. Dutton (VF : Jacques Martial ; VQ : François L'Écuyer) : Alcee
- Bonnie Hunt (VF : Juliette Degenne ; VQ : Marie-Andrée Corneille) : Wendy Judd
- Dennis Haysbert (VF : Jean-Michel Martial) : George Beaufort
- Sydney Pollack (VF : Jean-Pierre Cassel ; VQ : Benoît Marleau) : Carl Broman
- Richard Jenkins : Truman Trainor
- Paul Guilfoyle (VF : Jacques Bouanich) : Dick Montoya
- Susanna Thompson (VF : Anne Jolivet) : Peyton Van Den Broeck
- Peter Coyote (VF : Jean Barney) : Cullen Chandler
- Dylan Baker (VF : Jérôme Keen) : Richard Judd
- Lynne Thigpen (VF : Joëlle Brover) : Phyllis Bonaparte
- Susan Floyd (VF : Céline Monsarrat) : Molly Roll
- Bill Cobbs (VF : Théo Légitimus) : Marvin
- Kate Mara (VF : Ingrid Donnadieu) : Jessica Chandler
- Ariana Thomas (VF : Sauvane Delanoë) : Shyla Mumford
- Nelson Landrieu (VF : Jo Camacho) : Silvio Coya
- Brooke Smith (VF : Françoise Cadol) : Sarah
- Christina Chang (VF : Marie-Brigitte Andréi) : Laurie
- Michelle Hurd (VF : Laurence Charpentier) : Susan
- Reiko Aylesworth : Mary Claire Clark
- Raymond Anthony Thomas : l'officier Clayton Williams
- Edie Falco (VF : Ninou Fratellini) : Janice
- S. Epatha Merkerson (VF : Cyliane Guy) : Nea
- Jack Gilpin (en) (VF : Philippe Catoire) : David Dotson
- Mark Zeisler (VF : Guy Chapelier) : Steven Driker
- Davenia McFadden (VF : Martine Maximin) : Cassie
- Molly Price (VF : Michèle Lituac) : Alice Beaufort
- Lynette DuPree (VF : Jacqueline Cohen) : l'infirmière Nancy
- Ken Kay (VF : Denis Boileau) : Peter Suchet
- Jenna Stern : Sally Gabriel
- Deirdre Lovejoy : l'officier Isabel
- Aasif Mandvi (VF : Olivier Jankovic) : le vendeur dans la boutique d'électronique
- Terry Serpico (VF : Olivier Jankovic) : le technicien
- Liam Craig (VF : Marc François) : le serveur du DC Restaurant
- C. S. Lee : l'homme servant son déjeuner à « Dutch »
- Ellen Foley (VF : Catherine Artigala) : la jeune femme à la collecte de fonds
- M. Emmet Walsh (VF : Thierry Murzeau) : Billy (non crédité)

 Source et légende : version française (VF) sur RS Doublage , Doublagissimo et selon le carton du doublage français sur le DVD zone 2.

## Production

### Genèse et développement
Le roman de Warren Adler Random Hearts est publié en 1984, l'année suivante en France sous le titre La Dernière Rencontre. Les droits sont achetés par un studio peu de temps après sa sortie. Mais le film reste en « development hell » pendant 15 ans. Dans les années 1980, Dustin Hoffman devait tenir le rôle principal mais a finalement quitté le projet car il n'appréciait pas les réécritures du script. Dans les années 1990, Kevin Costner est attaché au projet, avec James L. Brooks à la réalisation. Finalement, le poste de réalisateur revient à Sydney Pollack et le premier rôle à Harrison Ford. Ils avaient travaillé ensemble sur le précédent film de Pollack, Sabrina (1995).

### Tournage
Le tournage a eu lieu en Floride (Miami Beach, Miami), Virginie (Alexandria, comté d'Arlington), le Maryland (Baltimore, Bethesda, Chevy Chase, Naval Air Station Patuxent River), dans l'État de New York (New York, Jackson Heights, Yonkers, Brooklyn), le New Jersey (Elmwood Park), à Washington, D.C. (Dupont Circle, National Mall).

### Musique
La musique du film est composée par Dave Grusin, qui a travaillé sur de nombreux films de Sydney Pollack.
Elle est notamment interprétée par le trompettiste Terence Blanchard.
Liste des titres
1. Looking For Peyton - 3:42
2. Dutch - 2:27
3. Cabin Fever - 2:32
4. Playa Del Sul - 4:37
5. Random hearts (Love Theme) - 4:11
6. Phone Call Solilquy - 2:27
7. The Folks Who Lived On The Hill (interprété par Diana Krall) - 4:20
8. Keys - 2:27
9. Aqui En Miami - 3:47
10. Decisions - 2:15
11. Intimate Distance - 2:27
12. Passengers - 2:35
13. Personal Effects - 2:54
14. Seasonal Changes - 2:48
15. Closing in - 2:12
16. Good Thing (interprété par Patty Larkin) - 4:55

## Sortie

### Critiques
Pour Les Inrockuptibles, ce film, interminable, s'enlise dans les défauts du cinéaste, la mollesse et le néoromantisme dans la tendance de la veillée des chaumières. Au contraire Marie-Noëlle Tranchant écrit dans Le Figaroscope : « Même si le film est un peu long, et n'échappe pas à certaines conventions hollywoodiennes, ce beau duo d'acteurs, puissant et mélancolique, vibre extraordinairement de lyrisme tourmenté »[réf. nécessaire].

### Box-office
| Pays ou région    | Box-office      | Date d'arrêt du box-office | Nombre de semaines |
| ----------------- | --------------- | -------------------------- | ------------------ |
| États-Unis Canada | 31 502 583 $    | 11 novembre 1999           | 5                  |
| France            | 792 692 entrées |                            |                    |
| Mondial           | 74 608 570 $    | -                          | -                  |